# وحيد في المنزل (لعبة فيديو)
هوم ألون أو وحيد في المنزل (بالإنجليزية:Home Alone) ، هي لعبة إلكترونية ترفيهية كوميدية أنتجت سنة 1991 ، وتلعب للفرد الواحد ، تعمل لعدة أنظمة وهي ، سيجا ميجا درايف وسيجا ماستر سيستم وسوبر نينتندو إنترتينمنت سيستم ونينتندو إنترتينمنت سيستم وغيرها.

## وصلات خارجية
- Home Alone (Amiga, DOS) على موبي غيمز
- Home Alone (Game Gear, Genesis) على موبي غيمز
- Home Alone (NES) على موبي غيمز
- Home Alone (SNES, Game Boy) على موبي غيمز